# Siegfried Großmann (Theologe)
Siegfried Großmann (* 15. Februar 1938 in Landeshut; † 20. Januar 2022 in Seesen) war ein deutscher baptistischer Pastor, Bildungsreferent im Bund Evangelisch-Freikirchlicher Gemeinden und Autor zahlreicher theologischer Sachbücher. Er war Mitbegründer des ökumenischen Zentrums in Schloss Craheim, Präsident des Bundes Evangelisch-Freikirchlicher Gemeinden und der Vereinigung Evangelischer Freikirchen in Deutschland. 

## Leben
Großmann machte 1957 am Schubart-Gymnasium in Aalen sein Abitur. Er studierte Theologie und war als Pastor und Bildungsreferent im Bund Evangelisch-Freikirchlicher Gemeinden tätig. Er war Mitbegründer des ökumenischen Zentrums in Schloss Craheim, er leitete den Oncken Verlag und die Erwachsenenbildung des Bundes Evangelisch-Freikirchlicher Gemeinden (BEFG). In einer Krise übernahm er 2002–2007 das Präsidium des Bundes Evangelisch-Freikirchlicher Gemeinden (BEFG). Er sagte dazu von sich: „Ich bin keine Führungspersönlichkeit im üblichen Sinn, sondern ein Integrator und versuche Räume zu schaffen, damit möglichst viele Menschen sich beteiligen können.“ Für ihn gehörten Evangelisation, Mission, Weltverantwortung und soziale Gerechtigkeit eng zusammen, was er auch in seiner Präsidentschaft thematisierte, betonte und verstärkt hatte. Er besuchte 2003 mit einer baptistischen Delegation den Vatikan, wo sie mit Kardinal Walter Kasper vor allem über Gemeinsamkeiten in der Rechtfertigungslehre sprachen. Nicht alle evangelischen Freikirchler schätzten dieses Gespräch mit römisch-katholischen Würdenträgern.
Nach seiner Pensionierung war Großmann weiter als Referent vorwiegend in Baptistenkirchen in Deutschland unterwegs und schrieb theologische Sachbücher. 

## Privates
Großmann war verheiratet mit Gudrun, sie wohnten in Seesen. Aus der Ehe ginge zwei Söhne hervor.

## Lehre
Großmann hat sich über Jahrzehnte besonders mit dem Heiligen Geist und differenziert mit der charismatischen Bewegung und Krankenheilung auseinandergesetzt. Er plädierte dafür, dass Heilen ganzheitlich verstanden werde, weil es bereits in der Bibel vielschichtig angelegt sei. Gott reagiere auf Bitten um Heilung wie folgt:
- Er heile und gebe damit Antwort auf Gebet
- Er heile durch Handeln von Ärzten
- Er möchte heilen, aber er finde niemand der Hoffnung habe, bete und Umstände schaffe, die Heilung fördere
- Er heile durch das Tor des Todes in die Ewigkeit
- Er lasse Krankheit zu, weil durch sie uns andere Bereiche wichtig werden
- Er lasse Krankheit zu, weil er uns teilhaben lasse an seinem Leiden an der Welt
- Er lasse Dinge geschehen, die wir nicht verstehen können[5][6]

In seinem 1998 erschienenen Buch Konflikte sind Chancen stellte er 25 Konfliktlösungsansätze vor, die er der Bibel und den Humanwissenschaften entnommen hatte:
- Trennen als Schritt in die Zukunft
- Nachgeben
- Einer Sache auf den Grund gehen
- Kompetent organisieren
- Eine faire Mitte finden
- Den Konflikt ruhen lassen
- Spannungen abbauen
- Soziale Gerechtigkeit fördern
- Aggression in Kommunikation verwandeln: „Schwerter zu Pflugscharen verwandeln“
- Sich am Lebensstil Jesu orientieren
- Echt werden in den Beziehungen
- Gemeinschaftsfähig werden
- Sich im Konflikt selbst kontrollieren
- Den Schwerpunkt eines Konflikts verstehen lernen
- Reife und unreife Wege der Konfliktbewältigung
- Kommunikative Gesprächsführung (nach den Regeln von Ruth Cohn)
- Wie wirke ich auf andere?
- Meine Gefühle im Konflikt
- Das Soziogramm
- Brainstorming
- Konfliktanalyse
- Mein Konflikt – ganz persönlich
- Gewinnen statt siegen
- Mediation – eine faire Mitte finden
- Einen Berater einschalten

Seine neueren Werke behandelten wieder mehr das geistliche Leben und Fragen der Zukunft aus biblischer Sicht.

## Schriften

### Als Alleinautor
- Wirkungen. Gott im Alltag. Rolf Kühne Verlag, Schloss Craheim 1969
- Haushalter der Gnade Gottes. Von der charismatischen Bewegung zur charismatischen Erneuerung der Gemeinde. Oncken, Kassel 1977. ISBN 978-3-78932115-3
- Weht der Geist, wo wir wollen? Der Toronto-Segen und der Weg der charismatischen Bewegung. Oncken, Wuppertal 1995.
- Konflikte sind Chancen. Spannungen in Alltag und Gemeinde schöpferisch lösen. Oncken Wuppertal und Kassel 1998. ISBN 978-3-7893-8017-4
- Zwischen Zukunftsangst und Zukunftshoffnung. Brunnen, Gießen 2001. ISBN 978-3-76555-490-2
- Ich brauche täglich deine Kraft. Mit dem Heiligen Geist leben. Brunnen, Gießen 2004. ISBN 978-3-76555-499-5 (2. Auflage 2014)
- Ich bitte Dich, dass Du mich heilst. Die Gabe der Krankenheilung im Neuen Testament und heute. Brunnen, Gießen 2007. ISBN 978-3-76555-455-1
- Ich möchte hören, was Du sagst. Beten als Gespräch mit Gott. Brunnen, Gießen 2007. ISBN 978-3-76555-496-4 (Neue Auflage 2014)
- Aufbruch in Gottes Zukunft. Die Endzeitrede Jesu und die Herausforderungen des 21. Jahrhunderts. Brunnen, Gießen 2011. ISBN 978-3-76551-477-7

### Als Mitautor
- Mit Oskar Föller, Gerhard Hörster und Gottfried Wenzelmann: Handbuch Heiliger Geist. SCM R. Brockhaus, Wuppertal 1999. ISBN 978-3-41724-682-7
- Mit Albrecht zu Castell-Castell und Hans Scholz: Geistgewirkt – Geistbewegt: Die Charismatische und die Messianische Bewegung. Herausgeber: Marie-Sophie Lobkowicz, Arbeitskreis für geistliche Gemeinde-Erneuerung; 2010. ISBN 978-3-98120-555-8